# Soyuz TMA-4
Soyuz TMA-4 foi a 24.ª missão conjunta russo-norte-americana à Estação Espacial Internacional, lançada do Cosmódromo de Baikonur, no Cazaquistão, em 18 de abril de 2004, com o cosmonauta Gennady Padalka, da Rússia, o astronauta Edward Fincke dos EUA - integrantes da Expedição 9 à ISS - e o holandês André Kuipers.

## Tripulação
Tripulação lançada na Soyuz TMA-4: (19 de abril de 2004)
| Posição             | Tripulante      | Duração          | Pousou na   |
| ------------------- | --------------- | ---------------- | ----------- |
| Comandante          | Gennady Padalka | 187d 21h 16m 09s | Soyuz TMA-4 |
| Engenheiro de voo 1 | Andre Kuipers   | 10d 20h 52m 15s  | Soyuz TMA-3 |
| Engenheiro de voo 2 | Michael Fincke  | 187d 21h 16m 09s | Soyuz TMA-4 |

Tripulação retornada na Soyuz TMA-4: (24 de outubro de 2004)
| Posição             | Tripulante      | Duração          | Lançou na   |
| ------------------- | --------------- | ---------------- | ----------- |
| Comandante          | Gennady Padalka | 187d 21h 16m 09s | Soyuz TMA-4 |
| Engenheiro de voo 1 | Michael Fincke  | 187d 21h 16m 09s | Soyuz TMA-4 |
| Engenheiro de voo 2 | Yuri Shargin    | 9d 21h 28m 41s   | Soyuz TMA-5 |

## Parâmetros da Missão
- Massa: 7.250 kg
- Perigeu: 200 km
- Apogeu: 252 km
- Inclinação: 51.7°
- Período: 88.7 minutos

## Missão
Os integrantes da Expedição permaneceram na ISS até outubro de 2004 por um período de seis meses, enquanto Kruipers retornou nove dias depois junto com a tripulação da Soyuz TMA-3, que encerrava seu período na estação.